# Where the Columbines Grow
Where the Columbines Grow – piosenka stanowa amerykańskiego stanu Kolorado, przyjęto ją w 1915 roku, jej autorem jest Arthur John Fynn.